# 共产主义镇
共产主义镇（羅馬化：Kommunisticheskiy）是俄罗斯汉特-曼西自治区的市级镇，为该自治区苏维埃茨基区规模较小的一座聚居地。地处汉特-曼西自治区西部，位于区行政中心苏维埃茨基东北、自治区首府汉特-曼西斯克西北。鄂毕河流域小索西瓦河一支流叶姆尤甘河（Емъюган）从该镇附近流过。附近城市除区行政中心外有尼亚甘和尤戈尔斯克。
镇南部设有同名铁路车站，位于伊夫杰利2号站－普里鄂毕耶线上。
该地2022年人口有1,762人；2010年人口2,423；2002年人口2,638；1989年人口4,108。